# Hamatoplectris spinifer
Hamatoplectris spinifer är en skalbaggsart som beskrevs av Frey 1967. Hamatoplectris spinifer ingår i släktet Hamatoplectris och familjen Melolonthidae. Inga underarter finns listade i Catalogue of Life.